# Helga Cazas
Helga Cazas, née le 19 février 1920 à Berlin-Steglitz et morte le 5 juin 2008 à Paris, est une autrice française d'origine juive allemande. Elle est connue pour son autobiographe Auf Wiedersehen in Paris (Au revoir à Paris).

## Biographie
Helga Treuherz est née le 19 février 1920 à Steglitz. Elle passe son enfance et sa jeunesse à Berlin avec ses parents, Julius Treuherz, un marchand juif allemand et Else Treuherz, une "aryenne" d'origine française (son père est né en Alsace avant la Guerre de 1870) ,. Elle fréquente le lycée Bismarck-Ober, qu'elle quitte en 1936 en raison de la montée de l'antisémitisme. Après avoir déménagé à Wilmersdorf, elle y fréquente l' école professionnelle. 
En 1938, après les pogroms de la Nuit de Cristal, la famille décide de fuir en France. Else Treuherz a un passeport français et Helga obtient un visa d'un mois. Le père, Julius Treuherz n'obtient pas de visa et reste à Berlin dans l'espoir de partir plus tard, mais il est dénoncé, déporté à Theresienstadt et assassiné à Auschwitz en octobre 1944.
Après le déclenchement de la Seconde Guerre mondiale et l'entrée des troupes allemandes à Paris, Helga Treuherz est arrêtée, détenue au vélodrome d'hiver en 1942 et emmenée au camp de Gurs, comme "étrangère présumée ennemie" . Sa mère réussit à la faire sortir du camp grâce à un laissez-passer et Helga Treuherz retourne à Paris où elle vit illégalement jusqu'à la fin de la guerre, effectuant de petits boulots. Elle travaille notamment dans un bureau de la Wehrmacht, vendant des tissus aux soldats allemands. Un médecin militaire allemand, Gerhard Schubert (de), qui travaille dans l'hôpital de Wehrmacht à la gare du Nord à Paris tout en menant des recherches en laboratoire, notamment sur le cyclotron de Frédéric Joliot-Curie, lui procure un emploi de laborantine bien qu'elle soit officiellement « à moitié juive ». Ce travail, considéré comme indispensable à l'effort de guerre, lui permet d'échapper à une expulsion vers l'Allemagne,,.
A la libération, elle est soupçonnée de collaboration. Elle obtient une prolongation de son passeport avant d'être totalement réhabilitée en 1947.
En 1948, Helene Treuherz épouse Honon Cazas (1894-1995), originaire de Lithuanie .
En 2005, elle publie son livre autobiographique Auf Wiedersehen in Paris et, en 2008, Bilder meiner Jugend.
Helga Cazas vit à Paris jusqu'à sa mort le 5 juin 2008.
Le Centre for Jewish History conserve dans ses archives des documents relatifs au séjour d'Helga Cazas dans le camp de Gurs. 

## Publications
- (de) Auf Wiedersehen in Paris. Als jüdische Immigrantin in Frankreich 1936 – 1945, Fischer, 2005 (ISBN 978-3-596-16882-8)
- (de) Bilder meiner Jugend, Reihe: Jüdische Miniaturen, Hentrich & Hentrich, 2008 (ISBN 978-3-938485-68-2)

## Filmographie
- Der seltsame Sieg - Hitlers Blitzkrieg 1940, série télévisée en 4 épisodes de Michael Kloft et Hans von Brescius, 2009. Helga Cazas y apporte son témoignage[9],[10]